# El Nica
Luis Miguel Concepción Montiel (6 de octubre de 1985, Panamá, Panamá), más conocido como El Nica, es un boxeador panameño 3 veces campeón del mundo en los pesos mosca. Ha tenido 40 victorias, 9 derrotas y 0 empates. También participó en Dancing with the stars Con su Pareja Anayka Paternina. Resultó el 5ª eliminado.

## Títulos
- Tiene un récord de 0-2 en peleas de título mundial.
- Tiene un récord de 4-2 (4 KOs) contra antiguos y actuales monarcas mundiales. Ganó contra Noel Arambulet, Roberto Carlos Leyva, Eric Ortiz, y Denkaosan Kaovichit.
- Perdió contra Hernán Márquez (dos veces).
- Tiene un récord de 0-1 en peleas fuera de su natal Panamá.

Títulos Menores y Regionales:
- Peso Mosca del CMB (abril de 2013)
- Peso mosca del CMB (marzo de 2012)
- Peso mosca del WBA (septiembre 2009-enero 2011)
- Peso mosca del WBA (2008 - 2009)
- Título de super mosca del WBA (2008)

Títulos mundiales:
- Título del peso mosca de WBA por KO' al Mexicano Omar Salado (este perdería también con Román "chocolatito" González).
- Título del peso Super mosca de WBA obtenido el (20/sept/2015) en tierra azteca por KO' ante el mexicano David "Tornado" Sánchez.

- Luis 'El Nica' Concepción se coronó campeón interino mosca de la Asociación Mundial de Boxeo (AMB) al vencer por nocaut técnico, a los 2:28 minutos del undécimo asalto, a Rober Barrera en una pelea del Festival KO a las Drogas realizado en la Arena Roberto Durán. 2020

## Récord profesional
| 40 Ganadas (29 knockouts), 10 Derrotas, 0 Empates |        |                         |      |              |            |                                              |                                                     |
| Res.                                              | Record | Oponente                | Tipo | Round Tiempo | Fecha      | Lugar                                        | Notas                                               |
| G                                                 | 1-0    | Alexander Murillo       | TKO  | 2 (4)        | 2006-3-21  | Panamá, Panamá                               |                                                     |
| G                                                 | 2-0    | Javier Carpintero       | TKO  | 3 (4)        | 2006-6-17  | David, Panamá                                |                                                     |
| G                                                 | 3-0    | Daniel Deago            | UD   | 4 (4)        | 2006-7-15  | Panamá, Panamá                               |                                                     |
| P                                                 | 3-1    | Gilmer Baules           | UD   | 4 (4)        | 2006-9-30  | David, Panamá                                |                                                     |
| G                                                 | 4-1    | Ezequiel Asprilla       | UD   | 4 (4)        | 2006-11-17 | Panamá, Panamá                               |                                                     |
| G                                                 | 5-1    | Javier Córdoba          | KO   | 4 (8)        | 2007-3-10  | Colón, Panamá                                |                                                     |
| G                                                 | 6-1    | Ezequiel Azprilla       | UD   | 4 (4)        | 2007-6-1   | Panamá, Panamá                               |                                                     |
| G                                                 | 7-1    | John Jiménez            | KO   | 1 (4)        | 2007-6-22  | Panamá, Panamá                               |                                                     |
| G                                                 | 8-1    | Anduar Vargas           | KO   | 2 (4)        | 2007-7-13  | Panamá, Panamá                               |                                                     |
| G                                                 | 9-1    | Humberto Obando         | TKO  | 3 (6)        | 2007-8-16  | Panamá, Panamá                               |                                                     |
| G                                                 | 10-1   | Emerson Nisperusa       | KO   | 1 (8)        | 2007-12-1  | Panamá, Panamá                               |                                                     |
| G                                                 | 11-1   | Freddy Canate           | TKO  | 1 (8)        | 2008-3-27  | Panamá, Panamá                               |                                                     |
| G                                                 | 12-1   | Luis Singo              | KO   | 5 (9)        | 2008-5-7   | Panamá, Panamá                               | Gana título Fedebol AMB Peso supermosca             |
| G                                                 | 13-1   | William de Sousa        | UD   | 9 (9)        | 2008-7-2   | Panamá, Panamá                               | Retiene título Fedebol AMB Peso supermosca          |
| G                                                 | 14-1   | Juan Esquer             | TKO  | 5 (11)       | 2008-8-19  | Panamá, Panamá                               | Gana Título Fedelatin AMB Peso mosca                |
| G                                                 | 15-1   | Noel Arambulet          | KO   | 1 (10)       | 2008-11-28 | Panamá, Panamá                               | Retiene Título Fedelatin AMB Peso mosca             |
| G                                                 | 16-1   | Santiago Ivan Acosta    | UD   | 11 (11)      | 2009-2-19  | Panamá, Panamá                               | Retiene Título Fedelatin AMB Peso mosca             |
| G                                                 | 17-1   | Ernesto Castro          | TKO  | 1 (8)        | 2009-4-30  | Panamá, Panamá                               |                                                     |
| G                                                 | 18-1   | Omar Salado             | TKO  | 12 (12)      | 2009-9-5   | Panamá, Panamá                               | Gana Título Mundial interino AMB Peso mosca         |
| G                                                 | 19-1   | Roberto Carlos Leyva    | KO   | 4 (12)       | 2009-11-27 | Panamá, Panamá                               | Retiene Título AMB Peso mosca                       |
| G                                                 | 20-1   | Eric Ortiz              | TKO  | 4 (12)       | 2010-4-22  | Panamá, Panamá                               | Retiene Título AMB Peso mosca                       |
| G                                                 | 21-1   | Wilfrido Valdez         | KO   | 1 (8)        | 2010-8-14  | Panamá, Panamá                               |                                                     |
| G                                                 | 22-1   | Denkaosan Kaovichit     | TKO  | 1 (12)       | 2010-10-2  | Panamá, Panamá                               | Retiene Título AMB Peso mosca                       |
| P                                                 | 22-2   | Hernán Márquez          | TKO  | 11 (12)      | 2011-4-2   | Panamá, Panamá                               | Pierde Título Mundial AMB Peso mosca                |
| G                                                 | 23-2   | Manuel Vargas           | KO   | 1 (10)       | 2011-8-11  | Panamá, Panamá                               |                                                     |
| P                                                 | 23-3   | Hernán Márquez          | TKO  | 1 (12)       | 2011-10-29 | Centro de Usos Múltiples, Hermosillo, Sonora | Por el Título Mundial AMB Peso mosca                |
| G                                                 | 24-3   | Oscar Gallardo          | KO   | 1 (12)       | 2012-3-15  | Panamá, Panamá                               | Gana Título Vacante CMB Peso mosca                  |
| G                                                 | 25-3   | Odilon Zaleta           | TKO  | 2 (10)       | 2012-5-24  | Panamá, Panamá                               | Retiene Título CMB Peso mosca                       |
| G                                                 | 26-3   | Pablo Carrillo          | UD   | 8 (8)        | 2012-9-1   | Panamá, Panamá                               |                                                     |
| G                                                 | 27-3   | Pablo Carrillo          | UD   | 10 (10)      | 2012-11-22 | Panamá, Panamá                               | Retiene Título CMB Peso mosca                       |
| G                                                 | 28-3   | Anuar Salas             | TKO  | 6 (12)       | 2013-4-20  | Panamá, Panamá                               | Gana Título Plata Interino CMB Peso mosca           |
| G                                                 | 29-3   | Nestor Daniel Narvaes   | UD   | 12 (12)      | 2013-8-3   | Panamá, Panamá                               | Retiene Título Plata CMB Peso mosca                 |
| G                                                 | 30-3   | Carlos Ruben Dario Ruiz | KO   | 10 (12)      | 2013-10-19 | Panamá, Panamá                               | Retiene Título Plata CMB Peso mosca                 |
| G                                                 | 31-3   | Carlos Fontes           | TD   | 9 (12)       | 2014-2-20  | Panamá, Panamá                               | Retiene Título Plata CMB Peso mosca                 |
| G                                                 | 32-3   | Duvan Hernández         | TKO  | 7 (12)       | 2014-8-23  | Panamá, Panamá                               | Gana Título Vacante Plata CMB Peso supermosca       |
| P                                                 | 32-4   | Carlos Cuadras          | UD   | 12 (12)      | 2015-4-4   | Metepec, México                              | Por el Título Mundial CMB Peso supermosca           |
| G                                                 | 33-4   | David Sánchez           | RTD  | 10 (12)      | 2015-9-19  | Centro de Usos Múltiples, Hermosillo, Sonora | Gana Título Mundial interino AMB Peso supermosca    |
| G                                                 | 34-4   | Hernán Márquez          | UD   | 12 (12)      | 2015-12-17 | Panamá, Panamá                               | Retiene Título Mundial interino AMB Peso supermosca |
| G                                                 | 35-4   | Kohei Kono              | UD   | 12 (12)      | 2016-08-31 | Tokio, Japón                                 | Gana el Título Mundial AMB Peso supermosca          |
| P                                                 | 35-5   | Khalid Yafai            | UD   | 12 (12)      | 2016-12-10 | Manchester, Inglaterra                       | Pierde el Título Mundial AMB Peso supermosca        |
| G                                                 | 36-5   | Luis de la Rosa         | KO   | 2 (8)        | 2017-07-05 | Panamá, Panamá                               |                                                     |
| P                                                 | 36-6   | Iran Diaz               | UD   | 10 (10)      | 2017-09-02 | Ciudad Obregón, México                       |                                                     |
| G                                                 | 37-6   | Luis Carrillo           | KO   | 2 (8)        | 2017-10-24 | Panamá, Panamá                               |                                                     |
| P                                                 | 37-7   | Andrew Moloney          | TKO  | 10 (10)      | 2018-09-08 | Bendigo, Australia                           |                                                     |
| P                                                 | 37-8   | Alexandru Marin         | UD   | 10 (10)      | 2019-05-11 | Fairfax, Estados Unidos                      |                                                     |
| G                                                 | 38-8   | Felix Moncada           | KO   | 4 (8)        | 2019-07-13 | Boquete, Panamá                              |                                                     |
| G                                                 | 39-8   | Rober Barrera           | KO   | 12 (12)      | 2020-02-07 | Panamá, Panamá                               | Gana Título Mundial interino AMB Peso mosca         |
| P                                                 | 39-9   | Artem Dalakian          | TKO  | 8 (12)       | 2021-1-20  | Kiev, Ucrania                                | Por el Título Mundial AMB Peso mosca                |
| G                                                 | 40-9   | Juan López              | TKO  | 9 (10)       | 2022-06-17 | Panamá, Panamá                               |                                                     |
| P                                                 | 40-10  | Hernán Márquez          | SD   | 10 (10)      | 2022-10-07 | Hermosillo, México                           |                                                     |